# Resolutie 994 Veiligheidsraad Verenigde Naties
Resolutie 994 van de Veiligheidsraad van de Verenigde Naties werd unaniem aangenomen op 17 mei 1995.

## Achtergrond
In 1980 overleed de Joegoslavische leider Tito, die decennialang de bindende kracht was geweest tussen de zes deelstaten van het land. Na zijn dood kende het nationalisme een sterke opmars, en in 1991 verklaarden verschillende deelstaten zich onafhankelijk. Hierop namen de Servische minderheden in Kroatië en Bosnië en Herzegovina de wapens op, en namen grote delen van het grondgebied in. 
Eind 1995 zette Kroatië een groot offensief in, gevolgd door een Kroatisch-Bosnisch offensief. Door dat offensief werden de Serviërs teruggedrongen en gedwongen om het Verdrag van Dayton te accepteren.

## Inhoud

### Waarnemingen
De Veiligheidsraad was bezorgd omdat zijn doelstellingen niet gehaald werden en het akkoord tussen de partijen van 7 mei geschonden was, vooral inzake de terugtrekking van troepen uit de scheidingszones. De inachtneming van het staakt-het-vuren en terugtrekking uit die zones was belangrijk voor de uitvoering van het mandaat van UNCRO. Ook moesten de mensenrechten gerespecteerd worden, vooral in de regio West-Slavonië (Sector West).

### Handelingen
De Veiligheidsraad bevestigde eerdere verklaringen van zijn voorzitter over het offensief dat door Kroatië was begonnen in West-Slavonië, en waarmee Kroatië het staakt-het-vuren schond. De Veiligheidsraad was tevreden over de stappen die er al waren gezet, maar eiste de terugtrekking van alle troepen uit de scheidingszones. Ook moest de autoriteit van UNCRO hersteld worden en moesten de status en veiligheid van deze vredesmacht gerespecteerd worden. Verder moest Kroatië de rechten van zijn Servische burgers respecteren.
Secretaris-generaal Boutros Boutros-Ghali werd gevraagd de humanitaire situatie van die burgers en het vluchtelingenprobleem in te schatten. Nog werden de partijen opgeroepen het economisch akkoord van 2 december 1994 na te komen en zeker de veiligheid van de Zagreb-Belgrado-snelweg te verzekeren. Verdere militaire acties die tot een escalatie konden leiden, moesten worden vermeden.

## Verwante resoluties
- Resolutie 990 Veiligheidsraad Verenigde Naties
- Resolutie 992 Veiligheidsraad Verenigde Naties
- Resolutie 998 Veiligheidsraad Verenigde Naties
- Resolutie 1003 Veiligheidsraad Verenigde Naties

Lijst ·  970 ·  971 ·  972 ·  973 ·  974 ·  975 ·  976 ·  977 ·  978 ·  979 ·  980 ·  981 ·  982 ·  983 ·  984 ·  985 ·  986 ·  987 ·  988 ·  989 ·  990 ·  991 ·  992 ·  993 ·  994 ·  995 ·  996 ·  997 ·  998 ·  999 ·  1000 ·  1001 ·  1002 ·  1003 ·  1004 ·  1005 ·  1006 ·  1007 ·  1008 ·  1009 ·  1010 ·  1011 ·  1012 ·  1013 ·  1014 ·  1015 ·  1016 ·  1017 ·  1018 ·  1019 ·  1020 ·  1021 ·  1022 ·  1023 ·  1024 ·  1025 ·  1026 ·  1027 ·  1028 ·  1029 ·  1030 ·  1031 ·  1032 ·  1033 ·  1034 ·  1035